# Diisocianato de tolueno
El diisocianato de tolueno es un compuesto orgánico de tipo diisocianato (por tener dos grupos isocianato,-N=C=O) aromático (por tener un anillo aromático). Su nombre es usualmente abreviado como "TDI" (de Toluen diisocianato). Tiene varios isómeros estructurales pero los más importantes comercialmente  son el 2,4-TDI (n°CAS: 584-84-9) y el 2,6-TDI (n°CAS: 91-08-7).  A la mezcla de isómeros le corresponde el n°CAS: 26471-62-5. El 2,4-TDI tiene importancia comercial en estado puro mientras que el 2,6-TDI se vende mezclado con el 2,4-TDI en distintas relaciones. 

El TDI es el segundo diisocianato más importante del mercado solo después del diisocianato de difenilmetano (MDI).

## Síntesis
El TDI se sintetiza en tres etapas  a partir del tolueno:
- Nitración: El tolueno se trata con una mezcla de ácidos sulfúrico y nítrico para nitrarlo doblemente hasta obtener una mezcla de isómeros de dinitrotolueno.

- Hidrogenación: El dinitrotolueno se hidrogena catalíticamente para producir diaminotolueno o toluendiamina.
- Fosgenación: La toluendiamina o el diaminotolueno es tratado con fosgeno para producir TDI, obteniéndose ácido clorhídrico como subproducto que se aprovecha.[4]

El TDI crudo obtenido es sometido a procesos de separación o diferenciación para obtener mezclas 2,4-TDI/2,6-TDI de ratios 80:20, mezcla conocida como TDI(80/20), hasta mezclas con ratios 65:35, conocidas como TDI(65/35).

Actualmente se realizan esfuerzos para tratar de sustituir el proceso de fosgenación ,, en la síntesis de isocianatos, debido a la alta toxicidad del fosgeno.Uno de los métodos alterntivas a la fosgenación es el implementado por Mitsui Toatsu Chemicals y Atlantic Richfield basado en la descomposición térmica de los diuretanos formados tras el tratamiento del dinitrotolueno con alcoholes según:
(RCOONH)C6H3CH3 → (OCN)2C6H3CH3 + 2(ROH)

## Química
El TDI desarrolla una química similar al del resto de isocianatos. Sin embargo al tener una naturaleza aromática la reactividad es mayor que en el caso de los diisocianatos alifáticos dando lugar a reacciones altamente exotérmicas, pudiendo reaccionar muy violentamente cuando se hace reaccionar con diaminas. La velocidad de polimerización con dibases es mayor que la presentada por los diisocianatos alifáticos.

En el isómero 2,4-TDI, al ser asimétrico, las reactividades de los grupos funcionales son distintas, siendo más reactivo el de la posición 4. En el caso del isómero 2,6-TDI que es simétrico esta diferencia no existe pero si sucede que una vez reaccionado por un lado la ractividad del otro isocianato puede verse alterada.

## Usos
El mayor uso es en la síntesis de poliuretano. La mayor parte del TDI producido (80-85%) se emplea en la producción de espumas flexibles de poliuretano. También en menor medida para espumas rígidas, como es el caso del núcleo de algunas tablas de surf. Alrededor de un 3% en la síntesis de poliuretanos elástoméricos, un 5% en adhesivos y sellantes, y un 9% en recubrimientos.

## Seguridad
El TDI es clasificado por la Comunidad Europea como "Muy Tóxico". Es imprescindible la lectura de las hojas de seguridad antes de su manipulación así como una indumentaria de protección personal adecuada para evitar el mínimo contacto, inhalación o ingesta.

## Recursos externos
. Ficha Internacional de Seguridad Química Diisocianato de Tolueno (isómero 2,4-TDI). Instituto Nacional de Seguridad y Salud en el Trabajo. Gobierno de España.
. Ficha Internacional de Seguridad Química Diisocianato de Tolueno (isómero 2,6-TDI). Instituto Nacional de Seguridad y Salud en el Trabajo. Gobierno de España.
. Ficha Internacional de Seguridad Química Diisocianato de Tolueno (mezcla 80/20 de isómeros 2,4- y 2,6-). Instituto Nacional de Seguridad y Salud en el Trabajo. Gobierno de España.
- Datos: Q415183
- Multimedia: Toluene-2,4-diisocyanate / Q415183